# Parc national de Bachkirie
Le parc national de Bachkirie (en russe : национальный парк « Башкирия ») est un parc national de Russie fondé le 11 septembre 1986 et situé en Bachkirie près de Meleouz. Il ne doit pas être confondu avec la réserve naturelle de Bachkirie à proximité.

## Géographie
Le parc national de Bachkirie se trouve sur le versant sud-ouest de l'Oural méridionale, à l'ouest de la ligne de partage des eaux du massif de l'Ouraltaou, dans la partie sud-est de la Bachkirie. Son territoire dépend administrativement des raïons de Meleouz, de Kougartchi et de Bourzian. Le parc national englobe une quinzaine de villages et hameaux représentant une population de 3 800 habitants.
Le parc s'étend sur 92 000 hectares dont 83 200 hectares font partie du parc surveillé, le reste (8 800 hectares) appartenant à des propriétaires privés. Ces propriétés se trouvent à l'intérieur du parc national, sans limitation des droits des propriétaires. 95 % du territoire sont composés de forêts, les 5 % qui restent sont des pâturages ou des champs cultivés, avec des routes et chemins, etc. Les cours d'eau et les marais ne représentent qu'une part négligeable de la superficie du parc (0,1 %), soit 50 hectares.

## Faune
Les mammifères que l'on rencontre dans le parc sont l'ours brun, le loup, le renard, le lynx, le blaireau, la martre des pins, l'hermine, la belette, le putois, le vison d'Europe, la loutre, le lièvre de Sibérie et le lièvre d'Europe, ainsi que des rongeurs comme le polatouche, l'écureuil, le tamia, le rat musqué, l'écureuil roussette, le hamster gris, la grande gerboise et des herbivores comme l'élan et le chevreuil.
Les oiseaux sont représentés par 231 espèces dont 148 sont nidificateurs ; les poissons par 32 espèces dont le grand brochet, le taïmen, l'ombre, le sandre et la truite des torrents.

## Flore
Elle est essentiellement composée de feuillus et de quelques zones de conifères et de bouleaux. Le parc répertorie 765 espèces dont une quarantaine, rares et menacées de disparition, sont inscrites au livre rouge de la république de Bachkirie. Une douzaine sont inscrites au livre rouge de Russie des espèces menacées.

## Tourisme
Trente mille visiteurs parcourent annuellement le parc. Les endroits les plus prisés sont les rivières Belaïa et Nougouch, le réservoir d'eau du Nougouch, le territoire de Koutouk avec ses trente-six grottes, ses sources, ses entonnoirs et ses chutes. Trois monuments naturels se trouvent dans le parc national. Ce sont la cascade de Kouperlia sur le Nougouch (quinze mètres), la grotte de Soumgan-Koutouk, de cent trente mètres de profondeur, et la clairière de l'Ours.
Des itinéraires de randonnée à pied ou à cheval sont balisés. La réserve naturelle de Bachkirie se trouve aussi dans le territoire de la république de Bachkirie.

## Source
- (ru) Cet article est partiellement ou en totalité issu de l’article de Wikipédia en russe intitulé « Башкирия (национальный парк) » (voir la liste des auteurs).